# Clasificación para la Copa Mundial de Clubes de 2025
La Clasificación para la Copa Mundial de Clubes de la FIFA 2025 fue el proceso por el cual se decidieron cuáles eran los 32 equipos que participarían en la nueva versión expandida de la mencionada competición, que se juega en los Estados Unidos del 15 de junio al 13 de julio de 2025.

## Cupos por confederación
El 14 de febrero de 2023, el Consejo de la FIFA aprobó la asignación de plazas para el torneo de 2025 con base en "un conjunto de métricas y criterios objetivos". La UEFA fue premiada con la mayoría de las plazas, con doce, mientras que la CONMEBOL recibió la segunda mayor cantidad con seis. AFC, CAF y CONCACAF recibieron cada una cuatro plazas, mientras que la OFC y el país sede recibieron una plaza cada uno.
- AFC: 4 cupos.
- CAF: 4 cupos.
- Concacaf: 4 cupos.
- Conmebol: 6 cupos.
- UEFA: 12 cupos.
- OFC: 1 cupo.
- País organizador: 1 cupo.

En el 14 de marzo, el Consejo de la FIFA aprobó los principios clave de la lista de acceso para el torneo. Los principios, considerando el período de cuatro años de 2021 a 2024, son los siguientes:
- Para las confederaciones con más de cuatro plazas: clasificación directa para los campeones de las cuatro ediciones anteriores de la principal competición de clubes de la confederación, y para equipos adicionales que se determinarán mediante una clasificación de clubes (ránking) basada en el rendimiento de cada uno de ellos en la principal competición de clubes de la confederación durante el período 2021-2024.
  - En el caso de que un club gane dos o más ediciones de la principal competición de clubes de la confederación durante el período 2021-2024, se utilizará la mencionada clasificación de clubes (ránking) para determinar los equipos que falten hasta cubrir la totalidad de plazas asignadas.
- Para las confederaciones con cuatro plazas: clasificación directa para los campeones de las cuatro ediciones anteriores de la principal competición de clubes de la confederación.
  - En el caso de que un club gane dos o más ediciones de la principal competición de clubes de la confederación durante el período 2021-2024, se utilizará una clasificación de clubes (ránking) basada en el rendimiento de cada uno de ellos en la competición en cuestión durante el período mencionado para determinar los equipos que falten hasta cubrir la totalidad de plazas asignadas.
- Para las confederaciones con una plaza: clasificación directa para el club que, habiendo sido campeón de alguna de las cuatro ediciones anteriores de la principal competición de clubes de la confederación, se encontrara mejor clasificado en la clasificación de clubes (ránking) basada en el rendimiento de cada uno de ellos en la competición en cuestión durante el período 2021-2024.
- Se aplicará un límite máximo de dos clubes por país, con la excepción en el caso de que más de dos clubes del mismo país ganen la principal competición de clubes de la confederación durante el período de cuatro años.

## Equipos clasificados
| Confederación                         | Equipo | Vía de clasificación |
| ------------------------------------- | --- | --- |
| África 4 cupos                        | Al-Ahly Wydad Casablanca Espérance de Tunis Mamelodi Sundowns | Campeón Liga de Campeones de la CAF (2020-21), (2022-23), (2023-24) Campeón de la Liga de Campeones de la CAF (2021-22) 1.er equipo no campeón Ranking CAF 2021-2024 2.º equipo no campeón Ranking CAF 2021-2024 |
| Sudamérica 6 cupos                    | Palmeiras Flamengo Fluminense Botafogo River Plate Boca Juniors | Campeón de la Copa CONMEBOL Libertadores (2021) Campeón de la Copa CONMEBOL Libertadores (2022) Campeón de la Copa CONMEBOL Libertadores (2023) Campeón de la Copa CONMEBOL Libertadores (2024) 1.er equipo no campeón Ranking CONMEBOL 2021-2024 2.º equipo no campeón Ranking CONMEBOL 2021-2024 |
| Asia 4 cupos                          | Al-Hilal Urawa Red Diamonds Al-Ain Ulsan Hyundai | Campeón de la Liga de Campeones de la AFC (2021) Campeón de la Liga de Campeones de la AFC (2022) Campeón de la Liga de Campeones de la AFC (2023-24) 1.er equipo no campeón Ranking AFC 2021-2024 |
| Europa 12 cupos                       | Chelsea Real Madrid Manchester City Bayern Múnich Paris Saint-Germain Borussia Dortmund Inter de Milán Porto Atlético de Madrid Benfica Juventus Red Bull Salzburgo | Campeón de la Liga de Campeones de la UEFA (2020-21) Campeón de la Liga de Campeones de la UEFA (2021-22) y (2023-24) Campeón de la Liga de Campeones de la UEFA (2022-23) 1.er equipo no campeón Ranking UEFA 2021-2024 2.º equipo no campeón Ranking UEFA 2021-2024 3.er equipo no campeón Ranking UEFA 2021-2024 4.º equipo no campeón Ranking UEFA 2021-2024 5.º equipo no campeón Ranking UEFA 2021-2024 6.º equipo no campeón Ranking UEFA 2021-2024 7.º equipo no campeón Ranking UEFA 2021-2024 8.º equipo no campeón Ranking UEFA 2021-2024 9.º equipo no campeón Ranking UEFA 2021-2024 |
| Norte, Centroamérica y Caribe 4 cupos | Monterrey Seattle Sounders Pachuca Los Angeles | Campeón de la Liga de Campeones de la Concacaf (2021) Campeón de la Liga de Campeones de la Concacaf (2022) Campeón de la Copa de Campeones de la Concacaf (2024) Ganador Playoff Concacaf |
| Oceanía 1 cupo                        | Auckland City | Campeón de la Liga de Campeones de la OFC Ranking OFC 2021-2024 |
| Estados Unidos (Anfitrión)            | Inter Miami | Ganador del MLS Supporters' Shield como mejor equipo de la temporada regular de la Major League Soccer 2024 |

- Fuente: Clubes clasificados para el primer Mundial de Clubes FIFA 25

## Clasificaciones continentales
Además de los cupos otorgados a los campeones de cada uno de los torneos continentales, se contempla el otorgamiento de plazas a los equipos mejor ubicados en el ránking elaborado para este fin por cada confederación, el cual mide el desempeño de cada equipo en los últimos cuatro años.

#### Criterios de clasificación
Metodología del sistema de clasificación:
- 3 puntos por disputar la fase de grupos.
- 3 puntos extra por cada ronda subsiguiente disputada (octavos de final, cuartos de final, semifinal y final).
- 3 puntos por victoria, en cualquiera de las rondas.
- 1 punto por empate, en cualquiera de las rondas.

Para el otorgamiento de puntos por victoria o empate, se consideran únicamente los resultados durante el tiempo reglamentario de 90 minutos. Los resultados en tiempo extra no son válidos.
En caso de igualdad de puntos entre dos o más equipos, los criterios de desempate son los siguientes:
1. Mayor puntaje obtenido en una de las cuatro ediciones implicadas.
2. Mayor puntaje más reciente.
3. Diferencia de goles entre las cuatro ediciones implicadas.
4. Mayor cantidad de goles convertidos entre las cuatro ediciones implicadas.

### AFC- Asia
La Confederación Asiática de Fútbol cuenta con cuatro plazas para la Copa Mundial de Clubes de la FIFA 2025, que serán para:
- El campeón de la Liga de Campeones de la AFC 2021;
- El campeón de la Liga de Campeones de la AFC 2022;
- El campeón de la Liga de Campeones de la AFC 2023-24;
- El equipo elegible mejor ubicado en el ránking de AFC 2021-2024.

En caso de que un mismo equipo se hubiera consagrado campeón de dos o más ediciones de la Liga de Campeones de la AFC, se completarían los cupos con los siguientes equipos mejores ubicados en el ránking de AFC 2021-2024, hasta completar el total de plazas asignadas a la confederación.
| Pos. | Equipo                 | 2021 | 2022 | 2023-24 | Total | Clasificación                                        |
| ---- | ---------------------- | ---- | ---- | ------- | ----- | ---------------------------------------------------- |
| 1    | Al-Hilal               | 37   | 38   | 43      | 118   | Clasificado como campeón de la edición 2021.         |
| 2    | Ulsan Hyundai          | 33   | 13   | 35      | 81    | Clasificado como mejor equipo ubicado en el ránking. |
| 3    | Jeonbuk Hyundai Motors | 27   | 27   | 26      | 80    |                                                      |
| 4    | Kawasaki Frontale      | 25   | 14   | 25      | 64    |                                                      |
| 5    | Al-Nassr               | 29   | -    | 32      | 61    |                                                      |
| 6    | Yokohama F. Marinos    | -    | 19   | 41      | 60    |                                                      |
| 7    | Pohang Steelers        | 33   | -    | 23      | 56    |                                                      |
| 8    | Al-Duhail              | 12   | 31   | 10      | 53    |                                                      |
| 9    | Urawa Red Diamonds     | -    | 39   | 10      | 49    | Clasificado como campeón de la edición 2022.         |
| 10   | Pathum United          | 19   | 24   | 3       | 46    |                                                      |
| 11   | Al-Ain                 | -    | -    | 43      | 43    | Clasificado como campeón de la edición 2023-24.      |
| 12   | Persépolis             | 27   | -    | 11      | 38    |                                                      |
| 13   | Daegu                  | 18   | 20   | -       | 38    |                                                      |
| 14   | Johor Darul Ta'zim     | 7    | 19   | 12      | 38    |                                                      |
| 15   | Sarja                  | 18   | 8    | 11      | 37    |                                                      |
| 16   | Kitchee                | 14   | 13   | 7       | 34    |                                                      |
| 17   | Al-Sadd                | 13   | 10   | 11      | 34    |                                                      |
| 18   | Nasaf Qarshi           | -    | 15   | 18      | 33    |                                                      |
| 19   | Foolad                 | 8    | 24   | -       | 32    |                                                      |
| 20   | Pajtakor               | 10   | 9    | 10      | 29    |                                                      |
| 21   | Al-Ittihad Jeddah Club | -    | -    | 28      | 28    |                                                      |
| 22   | Shandong Taishan       | -    | 4    | 24      | 28    |                                                      |
| 23   | Al-Shabab Club         | -    | 28   | -       | 28    |                                                      |
| 24   | Nagoya Grampus         | 28   | -    | -       | 28    |                                                      |
| 25   | Istiklol               | 16   | 6    | 6       | 28    |                                                      |
| 26   | Al Quwa Al Jawiya      | 5    | 10   | 13      | 28    |                                                      |
| 27   | Melbourne City         | -    | 15   | 12      | 27    |                                                      |
| 28   | Sepahan                | -    | 10   | 16      | 26    |                                                      |
| 29   | Shabab Al-Ahli         | 10   | 16   | -       | 26    |                                                      |
| 30   | Al-Rayyan              | 5    | 20   | -       | 25    |                                                      |
| 31   | Al-Wahda               | 23   | -    | -       | 23    |                                                      |
| 32   | Vissel Kobe            | -    | 21   | -       | 21    |                                                      |
| 33   | Bangkok United         | -    | -    | 21      | 21    |                                                      |
| 34   | Navbahor Namangan      | -    | -    | 20      | 20    |                                                      |
| 35   | Cerezo Osaka           | 20   | -    | -       | 20    |                                                      |
| 36   | Lion City Sailors      | -    | 10   | 9       | 19    |                                                      |
| 37   | Al-Wehdat              | 10   | 9    | -       | 19    |                                                      |
| 38   | Ventforet Kofu         | -    | -    | 17      | 17    |                                                      |
| 39   | Esteghlal              | 17   | -    | -       | 17    |                                                      |
| 40   | Tractor Sazi           | 16   | -    | -       | 16    |                                                      |
| 41   | Al-Fayha               | -    | -    | 15      | 15    |                                                      |
| 42   | Al-Faisaly             | -    | 15   | -       | 15    |                                                      |
| 43   | Incheon United         | -    | -    | 15      | 15    |                                                      |
| 44   | Chiangrai United       | 11   | 4    | -       | 15    |                                                      |
| 45   | Ahal                   | -    | 7    | 7       | 14    |                                                      |
| 46   | FC AGMK                | 10   | -    | 3       | 13    |                                                      |
| 47   | Mumbai City            | -    | 10   | 3       | 13    |                                                      |
| 48   | Gamba Osaka            | 12   | -    | -       | 12    |                                                      |
| 49   | Al-Ahli                | 12   | -    | -       | 12    |                                                      |
| 50   | Jeonnam Dragons        | -    | 11   | -       | 11    |                                                      |
| 51   | Port                   | 11   | -    | -       | 11    |                                                      |
| 52   | Zhejiang               | -    | -    | 10      | 10    |                                                      |
| 53   | Al-Taawoun             | -    | 10   | -       | 10    |                                                      |
| 54   | United City            | 7    | 3    | -       | 10    |                                                      |
| 55   | Buriram United         | -    | -    | 9       | 9     |                                                      |
| 56   | Nassaji Mazandaran     | -    | -    | 9       | 9     |                                                      |
| 57   | Al-Faisaly (Amán)      | -    | -    | 9       | 9     |                                                      |
| 58   | Hanoi                  | -    | -    | 9       | 9     |                                                      |
| 59   | CLB Viettel            | 9    | -    | -       | 9     |                                                      |
| 60   | Wuhan Three Towns      | -    | -    | 8       | 8     |                                                      |
| 61   | Hoàng Anh Gia Lai      | -    | 8    | -       | 8     |                                                      |
| 62   | Al-Gharafa             | -    | 8    | -       | 8     |                                                      |
| 63   | Al-Jazira              | -    | 7    | -       | 7     |                                                      |
| 64   | Kaya                   | 3    | -    | 3       | 6     |                                                      |
| 65   | Guangzhou              | 3    | 3    | -       | 6     |                                                      |
| 66   | Al-Shorta              | 6    | -    | -       | 6     |                                                      |
| 67   | Goa                    | 6    | -    | -       | 6     |                                                      |
| 68   | Sydney                 | -    | 5    | -       | 5     |                                                      |
| 69   | Ratchaburi Mitr Phol   | 5    | -    | -       | 5     |                                                      |
| 70   | Beijing Guoan          | 4    | -    | -       | 4     |                                                      |
| 71   | Tampines Rovers        | 3    | -    | -       | 3     |                                                      |

- Fuente: Footyrankings - Inside FIFA

### Conmebol- Sudamérica
La Confederación Sudamericana de Fútbol cuenta con seis plazas para la Copa Mundial de Clubes de la FIFA 2025, que serán para:
- El campeón de la Copa Libertadores 2021;
- El campeón de la Copa Libertadores 2022;
- El campeón de la Copa Libertadores 2023;
- El campeón de la Copa Libertadores 2024;
- Los dos equipos elegibles mejor ubicados en el ránking de Conmebol 2021-2024.

En caso de que un mismo equipo se consagre campeón de dos o más ediciones de la Copa Libertadores, se completarán los cupos con los siguientes equipos mejores ubicados en el ránking de Conmebol 2021-2024, hasta completar el total de plazas asignadas a la confederación.
(*) Puntuación y competición en progreso.
| Pos. | Equipo                  | 2021 | 2022 | 2023 | 2024 | Total | Clasificación                                 |
| ---- | ----------------------- | ---- | ---- | ---- | ---- | ----- | --------------------------------------------- |
| 1    | Flamengo                | 46   | 52   | 20   | 23   | 141   | Clasificado como campeón de la edición 2022.  |
| 2    | Palmeiras               | 43   | 39   | 37   | 21   | 140   | Clasificado como campeón de la edición 2021.  |
| 3    | Atlético Mineiro        | 38   | 26   | 17   | 41   | 122   | Sin posibilidad de clasificación vía ránking. |
| 4    | River Plate             | 22   | 23   | 19   | 39   | 103   | Clasificado mediante ranking.                 |
| 5    | Fluminense              | 28   | -    | 40   | 29   | 97    | Clasificado como campeón de la edición 2023.  |
| 6    | Boca Juniors            | 18   | 18   | 35   | -    | 71    | Clasificado mediante ranking.                 |
| 7    | Athletico Paranaense    | -    | 37   | 22   | -    | 59    |                                               |
| 8    | Olimpia                 | 20   | 11   | 26   | -    | 57    |                                               |
| 9    | Nacional                | 11   | 10   | 19   | 17   | 57    |                                               |
| 10   | São Paulo               | 25   | -    | -    | 28   | 53    |                                               |
| 11   | Internacional           | 18   | -    | 34   | -    | 52    |                                               |
| 12   | Vélez Sarsfield         | 19   | 30   | -    | -    | 49    |                                               |
| 13   | Racing Club             | 21   | -    | 27   | -    | 48    |                                               |
| 14   | Independiente del Valle | 8    | 11   | 19   | 10   | 48    |                                               |
| 15   | Barcelona               | 30   | -    | 7    | 9    | 46    |                                               |
| 16   | Bolívar                 | -    | -    | 24   | 22   | 46    |                                               |
| 17   | The Strongest           | 9    | 9    | 9    | 19   | 46    |                                               |
| 18   | Cerro Porteño           | 16   | 14   | 7    | 9    | 46    |                                               |
| 19   | Peñarol                 | -    | 10   | -    | 34   | 44    |                                               |
| 20   | Talleres (C)            | -    | 24   | -    | 19   | 43    |                                               |
| 21   | Colo-Colo               | -    | 10   | 9    | 22   | 41    |                                               |
| 22   | Botafogo                | -    | -    | -    | 37   | 37    | Clasificado como campeón de la edición 2024.  |
| 23   | Argentinos Juniors      | 19   | -    | 18   | -    | 37    |                                               |
| 24   | Libertad                | -    | 17   | 10   | 10   | 37    |                                               |
| 25   | Estudiantes (LP)        | -    | 27   | -    | 8    | 35    |                                               |
| 26   | Corinthians             | -    | 20   | 10   | -    | 30    |                                               |
| 27   | Atlético Nacional       | 8    | -    | 19   | -    | 27    |                                               |
| 28   | Junior                  | 10   | -    | -    | 16   | 26    |                                               |
| 29   | Deportivo Táchira       | 12   | 10   | -    | 4    | 26    |                                               |
| 30   | Sporting Cristal        | 7    | 5    | 11   | -    | 23    |                                               |
| 31   | Deportivo Pereira       | -    | -    | 22   | -    | 22    |                                               |
| 32   | Universidad Católica    | 15   | 7    | -    | -    | 22    |                                               |
| 33   | Liga de Quito           | 11   | -    | -    | 10   | 21    |                                               |
| 34   | Grêmio                  | -    | -    | -    | 19   | 19    |                                               |
| 35   | Alianza Lima            | -    | 4    | 7    | 7    | 18    |                                               |
| 36   | Always Ready            | 10   | 8    | -    | -    | 18    |                                               |
| 37   | Fortaleza               | -    | 17   | -    | -    | 17    |                                               |
| 38   | Colón                   | -    | 17   | -    | -    | 17    |                                               |
| 39   | Deportes Tolima         | -    | 17   | -    | -    | 17    |                                               |
| 40   | San Lorenzo             | -    | -    | -    | 15   | 15    |                                               |
| 41   | Emelec                  | -    | 15   | -    | -    | 15    |                                               |
| 42   | Defensa y Justicia      | 15   | -    | -    | -    | 15    |                                               |
| 43   | Universitario           | 7    | -    | -    | 8    | 15    |                                               |
| 44   | Liverpool               | -    | -    | 7    | 7    | 14    |                                               |
| 45   | Caracas                 | -    | 9    | -    | 4    | 13    |                                               |
| 46   | Independiente Medellín  | -    | -    | 13   | -    | 13    |                                               |
| 47   | Huachipato              | -    | -    | -    | 11   | 11    |                                               |
| 48   | Deportivo Cali          | -    | 11   | -    | -    | 11    |                                               |
| 49   | Rosario Central         | -    | -    | -    | 10   | 10    |                                               |
| 50   | Palestino               | -    | -    | -    | 10   | 10    |                                               |
| 51   | Patronato               | -    | -    | 9    | -    | 9     |                                               |
| 52   | Santos                  | 9    | -    | -    | -    | 9     |                                               |
| 53   | Monagas                 | -    | -    | 8    | -    | 8     |                                               |
| 54   | Ñublense                | -    | -    | 8    | -    | 8     |                                               |
| 55   | Red Bull Bragantino     | -    | 8    | -    | -    | 8     |                                               |
| 56   | Melgar                  | -    | -    | 7    | -    | 7     |                                               |
| 57   | Aucas                   | -    | -    | 7    | -    | 7     |                                               |
| 58   | América de Cali         | 7    | -    | -    | -    | 7     |                                               |
| 59   | Millonarios             | -    | -    | -    | 6    | 6     |                                               |
| 60   | Santa Fe                | 6    | -    | -    | -    | 6     |                                               |
| 61   | Deportivo La Guaira     | 6    | -    | -    | -    | 6     |                                               |
| 62   | Rentistas               | 6    | -    | -    | -    | 6     |                                               |
| 63   | América Mineiro         | -    | 5    | -    | -    | 5     |                                               |
| 64   | Unión La Calera         | 5    | -    | -    | -    | 5     |                                               |
| 65   | Cobresal                | -    | -    | -    | 4    | 4     |                                               |
| 66   | Independiente Petrolero | -    | 4    | -    | -    | 4     |                                               |
| 67   | Metropolitanos          | -    | -    | 3    | -    | 3     |                                               |

- Fuente: Footyrankings - Inside FIFA - The Sporting News

1. ↑  Por reglas de FIFA no puede haber más de dos equipos de un mismo país en el torneo, a menos que hayan sido campeones en sus respectivas confederaciones. Flamengo, Palmeiras, Fluminense y Botafogo ya se encuentran clasificados por Brasil.

### UEFA- Europa
La UEFA cuenta con doce plazas para la Copa Mundial de Clubes de la FIFA 2025, que serán para:
- El campeón de la Liga de Campeones de la UEFA 2020-21;
- El campeón de la Liga de Campeones de la UEFA 2021-22;
- El campeón de la Liga de Campeones de la UEFA 2022-23;
- El campeón de la Liga de Campeones de la UEFA 2023-24;
- Los ocho equipos elegibles mejor ubicados en el ránking de UEFA 2021-2024.

En caso de que un mismo equipo se consagre campeón de dos o más ediciones de la Liga de Campeones de la UEFA, se completarán los cupos con los siguientes equipos mejores ubicados en el ránking de UEFA 2021-2024, hasta completar el total de plazas asignadas a la confederación.
De manera excepcional, los criterios de clasificación de UEFA son diferentes a las demás confederaciones:
- 4 puntos por disputar la fase de grupos.
- 5 puntos por disputar los octavos de final.
- 1 punto por cada ronda subsiguiente disputada (cuartos de final, semifinal y final).
- 2 puntos por victoria, en cualquiera de las rondas.
- 1 punto por empate, en cualquiera de las rondas.

En los partidos de eliminación directa en los que se dispute tiempo extra, se considera el resultado tras la finalización de dicho período.
| Pos. | Equipo                   | 2020-21 | 2021-22 | 2022-23 | 2023-24 | Total | Clasificación                                                |
| ---- | ------------------------ | ------- | ------- | ------- | ------- | ----- | ------------------------------------------------------------ |
| 1    | Manchester City          | 35      | 27      | 33      | 28      | 123   | Clasificado como campeón de la edición 2022-23.              |
| 2    | Real Madrid              | 26      | 30      | 29      | 34      | 119   | Clasificado como campeón de las ediciones 2021-22 y 2023-24. |
| 3    | Bayern Múnich            | 27      | 26      | 27      | 28      | 108   | Clasificado como mejor equipo ubicado en el ránking.         |
| 4    | Paris Saint-Germain      | 24      | 19      | 19      | 23      | 85    | Clasificado como segundo mejor equipo ubicado en el ránking. |
| 5    | Borussia Dortmund        | 22      | 10      | 18      | 29      | 79    | Clasificado como tercer mejor equipo ubicado en el ránking.  |
| 6    | Chelsea                  | 33      | 25      | 21      | -       | 79    | Clasificado como campeón de la edición 2020-21.              |
| 7    | Inter de Milán           | 9       | 18      | 29      | 20      | 76    | Clasificado como cuarto mejor equipo ubicado en el ránking.  |
| 8    | Liverpool                | 24      | 33      | 19      | -       | 76    | Inelegible por ránking.                                      |
| 9    | Porto                    | 23      | 8       | 18      | 19      | 68    | Clasificado como quinto mejor equipo ubicado en el ránking.  |
| 10   | Atlético de Madrid       | 16      | 19      | 8       | 24      | 67    | Clasificado como sexto mejor equipo ubicado en el ránking.   |
| 11   | Leipzig                  | 17      | 9       | 18      | 18      | 62    | Inelegible por ránking.                                      |
| 12   | Barcelona                | 20      | 9       | 9       | 23      | 61    | Inelegible por ránking.                                      |
| 13   | Benfica                  | -       | 20      | 25      | 7       | 52    | Clasificado como séptimo mejor equipo ubicado en el ránking. |
| 14   | Juventus                 | 21      | 20      | 6       | -       | 47    | Clasificado como octavo mejor equipo ubicado en el ránking.  |
| 15   | Napoli                   | -       | -       | 25      | 17      | 42    | Inelegible por ránking.                                      |
| 16   | Sevilla                  | 19      | 9       | 8       | 6       | 42    | Inelegible por ránking.                                      |
| 17   | Milan                    | -       | 7       | 24      | 10      | 41    | Inelegible por ránking.                                      |
| 18   | Red Bull Salzburgo       | 7       | 17      | 9       | 7       | 40    | Clasificado como noveno mejor equipo ubicado en el ránking.  |
| 19   | Ajax                     | 9       | 22      | 8       | -       | 39    |                                                              |
| 20   | Lazio                    | 17      | -       | -       | 18      | 35    |                                                              |
| 21   | Shakhtar Donetsk         | 10      | 6       | 9       | 10      | 35    |                                                              |
| 22   | Manchester United        | 10      | 18      | -       | 7       | 35    |                                                              |
| 23   | Brujas                   | 10      | 7       | 17      | -       | 34    |                                                              |
| 24   | Atalanta                 | 17      | 9       | -       | -       | 26    |                                                              |
| 25   | Sporting de Lisboa       | -       | 16      | 9       | -       | 25    |                                                              |
| 26   | Villarreal               | -       | 24      | -       | -       | 24    |                                                              |
| 27   | Arsenal                  | -       | -       | -       | 22      | 22    |                                                              |
| 28   | Copenhague               | -       | -       | 7       | 15      | 22    |                                                              |
| 29   | Real Sociedad            | -       | -       | -       | 18      | 18    |                                                              |
| 30   | Tottenham Hotspur        | -       | -       | 18      | -       | 18    |                                                              |
| 31   | PSV Eindhoven            | -       | -       | -       | 17      | 17    |                                                              |
| 32   | Lille                    | -       | 17      | -       | -       | 17    |                                                              |
| 33   | Eintracht Frankfurt      | -       | -       | 16      | -       | 16    |                                                              |
| 34   | Young Boys               | -       | 8       | -       | 7       | 15    |                                                              |
| 35   | Borussia Mönchengladbach | 15      | -       | -       | -       | 15    |                                                              |
| 36   | Olympique de Marsella    | 6       | -       | 8       | -       | 14    |                                                              |
| 37   | Celtic                   | -       | -       | 6       | 7       | 13    |                                                              |
| 38   | Zenit San Petersburgo    | 5       | 8       | -       | -       | 13    |                                                              |
| 39   | Dinamo Kiev              | 7       | 5       | -       | -       | 12    |                                                              |
| 40   | Lens                     | -       | -       | -       | 10      | 10    |                                                              |
| 41   | Sheriff Tiraspol         | -       | 9       | -       | -       | 9     |                                                              |
| 42   | Feyenoord                | -       | -       | -       | 8       | 8     |                                                              |
| 43   | Newcastle United         | -       | -       | -       | 8       | 8     |                                                              |
| 44   | Galatasaray              | -       | -       | -       | 8       | 8     |                                                              |
| 45   | Bayer Leverkusen         | -       | -       | 8       | -       | 8     |                                                              |
| 46   | Wolfsburgo               | -       | 8       | -       | -       | 8     |                                                              |
| 47   | Krasnodar                | 8       | -       | -       | -       | 8     |                                                              |
| 48   | Braga                    | -       | -       | -       | 7       | 7     |                                                              |
| 49   | Dinamo Zagreb            | -       | -       | 7       | -       | 7     |                                                              |
| 50   | Lokomotiv Moscú          | 7       | -       | -       | -       | 7     |                                                              |
| 51   | Antwerp                  | -       | -       | -       | 6       | 6     |                                                              |
| 52   | Union Berlin             | -       | -       | -       | 6       | 6     |                                                              |
| 53   | Maccabi Haifa            | -       | -       | 6       | -       | 6     |                                                              |
| 54   | Olympiacos               | 6       | -       | -       | -       | 6     |                                                              |
| 55   | Estambul Başakşehir      | 6       | -       | -       | -       | 6     |                                                              |
| 56   | Midtjylland              | 6       | -       | -       | -       | 6     |                                                              |
| 57   | Estrella Roja            | -       | -       | -       | 5       | 5     |                                                              |
| 58   | Malmö                    | -       | 5       | -       | -       | 5     |                                                              |
| 59   | Stade Rennes             | 5       | -       | -       | -       | 5     |                                                              |
| 60   | Ferencváros              | 5       | -       | -       | -       | 5     |                                                              |
| 61   | Viktoria Pilsen          | -       | -       | 4       | -       | 4     |                                                              |
| 62   | Rangers                  | -       | -       | 4       | -       | 4     |                                                              |
| 63   | Beşiktaş                 | -       | 4       | -       | -       | 4     |                                                              |

- Fuente: Footyrankings - Inside FIFA

1. ↑  Debido a que dos equipos ingleses (Chelsea y Manchester City) ya se encuentran clasificados.
2. ↑  Debido a que dos equipos alemanes (Bayern Múnich y Borussia Dortmund) ya se encuentran clasificados.
3. 1 2  Debido a que dos equipos españoles (Real Madrid y Atlético de Madrid) ya se encuentran clasificados.
4. 1 2  Debido a que dos equipos italianos (Inter de Milán y Juventus) ya se encuentran clasificados.

### CAF- África
La Confederación Africana de Fútbol cuenta con cuatro plazas para la Copa Mundial de Clubes de la FIFA 2025, que serán para:
- El campeón de la Liga de Campeones de la CAF 2020-21;
- El campeón de la Liga de Campeones de la CAF 2021-22;
- El campeón de la Liga de Campeones de la CAF 2022-23;
- El campeón de la Liga de Campeones de la CAF 2023-24.

En caso de que un mismo equipo se consagre campeón de dos o más ediciones de la Liga de Campeones de la CAF, se completarán los cupos con los equipos mejores ubicados en el ránking de CAF 2021-2024, hasta completar el total de plazas asignadas a la confederación.
| Pos. | Equipo                   | 2020-21 | 2021-22 | 2022-23 | 2023-24 | Total | Clasificación                                                         |
| ---- | ------------------------ | ------- | ------- | ------- | ------- | ----- | --------------------------------------------------------------------- |
| 1    | Al-Ahly                  | 36      | 30      | 36      | 38      | 140   | Clasificado como campeón de las ediciones 2020-21, 2022-23 y 2023-24. |
| 2    | Wydad Casablanca         | 27      | 38      | 31      | 12      | 108   | Clasificado como campeón de la edición 2021-22.                       |
| 3    | Espérance de Tunis       | 23      | 21      | 24      | 32      | 100   | Clasificado como mejor equipo ubicado en el ránking.                  |
| 4    | Mamelodi Sundowns        | 20      | 23      | 31      | 24      | 98    | Clasificado como segundo mejor equipo ubicado en el ránking.          |
| 5    | CR Belouizdad            | 18      | 18      | 16      | 11      | 63    |                                                                       |
| 6    | Petróleos de Luanda      | 4       | 25      | 10      | 19      | 58    |                                                                       |
| 7    | Simba                    | 22      | -       | 18      | 15      | 55    |                                                                       |
| 8    | Raja Casablanca          | -       | 22      | 23      | -       | 45    |                                                                       |
| 9    | Al-Hilal Omdurmán        | 7       | 7       | 13      | 8       | 35    |                                                                       |
| 10   | Mazembe                  | 8       | -       | -       | 24      | 32    |                                                                       |
| 11   | Horoya                   | 12      | 7       | 10      | -       | 29    |                                                                       |
| 12   | Kaizer Chiefs            | 28      | -       | -       | -       | 28    |                                                                       |
| 13   | Zamalek                  | 11      | 7       | 10      | -       | 28    |                                                                       |
| 14   | Entente de Sétif         | -       | 23      | -       | -       | 23    |                                                                       |
| 15   | Al-Merreikh Omdurmán     | 5       | 7       | 8       | -       | 20    |                                                                       |
| 16   | ASEC Mimosas             | -       | -       | -       | 19      | 19    |                                                                       |
| 17   | Kabylie                  | -       | -       | 17      | -       | 17    |                                                                       |
| 18   | Vita Club                | 10      | -       | 7       | -       | 17    |                                                                       |
| 19   | Young Africans           | -       | -       | -       | 16      | 16    |                                                                       |
| 20   | MC Alger                 | 16      | -       | -       | -       | 16    |                                                                       |
| 21   | Étoile Sportive du Sahel | -       | 9       | -       | 7       | 16    |                                                                       |
| 22   | Jwaneng Galaxy           | -       | 4       | -       | 7       | 11    |                                                                       |
| 23   | AmaZulu                  | -       | 10      | -       | -       | 10    |                                                                       |
| 24   | Nouadhibou               | -       | -       | -       | 8       | 8     |                                                                       |
| 25   | Pyramids                 | -       | -       | -       | 8       | 8     |                                                                       |
| 26   | Medeama                  | -       | -       | -       | 7       | 7     |                                                                       |
| 27   | Teungueth                | 7       | -       | -       | -       | 7     |                                                                       |
| 28   | Vipers                   | -       | -       | 5       | -       | 5     |                                                                       |
| 29   | Sagrada Esperança        | -       | 5       | -       | -       | 5     |                                                                       |
| 30   | Coton Sport de Garoua    | -       | -       | 3       | -       | 3     |                                                                       |

- Fuente: Footyrankings - Inside FIFA

### Concacaf- Norte, Centroamérica y Caribe
La Concacaf cuenta con cuatro plazas para la Copa Mundial de Clubes de la FIFA 2025, que serán para:
- El campeón de la Liga de Campeones de la Concacaf 2021;
- El campeón de la Liga de Campeones de la Concacaf 2022;
- El campeón de la Liga de Campeones de la Concacaf 2023;
- El campeón de la Copa de Campeones de la Concacaf 2024.

En caso de que un mismo equipo se hubiera consagrado campeón de dos o más ediciones de la Liga/Copa de Campeones de la Concacaf, se completarían los cupos con los equipos mejores ubicados en el ránking de Concacaf 2021-2024, hasta completar el total de plazas asignadas a la confederación.
| Pos. | Equipo                 | 2021 | 2022 | 2023 | 2024 | Total | Clasificación                                                                                       |
| ---- | ---------------------- | ---- | ---- | ---- | ---- | ----- | --------------------------------------------------------------------------------------------------- |
| 1    | Monterrey              | 31   | -    | -    | 21   | 52    | Clasificado como campeón de la edición 2021.                                                        |
| 2    | Club León              | 4    | 13   | 30   | -    | 47    | Inicialmente clasificado como campeón de la edición 2023, pero posteriormente excluido por la FIFA. |
| 3    | América                | 25   | -    | -    | 19   | 44    | |
| 4    | Philadelphia Union     | 19   | -    | 18   | 4    | 41    | |
| 5    | Cruz Azul              | 19   | 20   | -    | -    | 39    | |
| 6    | Columbus Crew          | 13   | -    | -    | 24   | 37    | |
| 7    | Pachuca                | -    | -    | 5    | 29   | 34    | Clasificado como campeón de la edición 2024.                                                        |
| 8    | Tigres UANL            | -    | -    | 20   | 12   | 32    | |
| 9    | Seattle Sounders       | -    | 28   | -    | -    | 28    | Clasificado como campeón de la edición 2022.                                                        |
| 10   | Los Angeles FC         | -    | -    | 25   | -    | 25    | Clasificado como ganador del play-off clasificatorio tras vencer al América.                        |
| 11   | Pumas UNAM             | -    | 24   | -    | -    | 24    | |
| 12   | New York City          | -    | 19   | -    | -    | 19    | |
| 13   | New England Revolution | -    | 9    | -    | 10   | 19    | |
| 14   | Atlanta United         | 13   | -    | -    | -    | 13    | |
| 15   | Alajuelense            | 3    | -    | 6    | 4    | 13    | |
| 16   | Violette               | -    | -    | 12   | -    | 12    | |
| 17   | Motagua                | -    | 4    | 8    | -    | 12    | |
| 18   | Comunicaciones         | -    | 12   | -    | -    | 12    | |
| 19   | Olimpia                | 6    | -    | 6    | -    | 12    | |
| 20   | Portland Timbers       | 11   | -    | -    | -    | 11    | |
| 21   | Inter Miami            | -    | -    | -    | 10   | 10    | |
| 22   | Herediano              | -    | -    | -    | 10   | 10    | |
| 23   | Atlas                  | -    | -    | 10   | -    | 10    | |
| 24   | Montréal               | -    | 10   | -    | -    | 10    | |
| 25   | Toronto                | 10   | -    | -    | -    | 10    | |
| 26   | Vancouver Whitecaps    | -    | -    | 9    | -    | 9     | |
| 27   | Orlando City           | -    | -    | 5    | 4    | 9     | |
| 28   | Deportivo Saprissa     | 3    | 4    | -    | -    | 7     | |
| 29   | Guadalajara            | -    | -    | -    | 6    | 6     | |
| 30   | Austin                 | -    | -    | 6    | -    | 6     | |
| 31   | Real España            | -    | -    | 6    | -    | 6     | |
| 32   | Colorado Rapids        | -    | 6    | -    | -    | 6     | |
| 33   | Santos Laguna          | -    | 6    | -    | -    | 6     | |
| 34   | Houston Dynamo         | -    | -    | -    | 4    | 4     | |
| 35   | Nashville              | -    | -    | -    | 4    | 4     | |
| 36   | Robinhood              | -    | -    | -    | 4    | 4     | |
| 37   | Alianza                | -    | -    | 4    | -    | 4     | |
| 38   | Marathón               | 4    | -    | -    | -    | 4     | |
| 39   | Arcahaie               | 4    | -    | -    | -    | 4     | |
| 40   | Cincinnati             | -    | -    | -    | 3    | 3     | |
| 41   | Tauro                  | -    | -    | 3    | -    | 3     | |
| 42   | Cavaly                 | -    | 3    | -    | -    | 3     | |
| 43   | Forge                  | -    | 3    | -    | -    | 3     | |
| 44   | Guastatoya             | -    | 3    | -    | -    | 3     | |
| 45   | Santos de Guápiles     | -    | 3    | -    | -    | 3     | |
| 46   | Atlético Pantoja       | 3    | -    | -    | -    | 3     | |
| 47   | Real Estelí            | 3    | -    | -    | -    | 3     | |

- Fuente: Footyrankings - Inside FIFA

1. ↑  Inicialmente, había clasificado tras coronarse como campeón de la Liga de Campeones de la Concacaf 2023, pero tras una denuncia e investigación por caso de multipropiedad con el Club Pachuca, fue excluido de la competición el 21 de marzo de 2025.[8][9] A pesar de una apelación emitida hacia el TAS para comprobar el trabajo independiente de las dos instituciones, el 6 de mayo de 2025, el mismo organismo ratificó la existencia de multipropiedad y la exclusión definitiva del Club León de la competencia.[10]

### OFC- Oceanía
La Confederación de Fútbol de Oceanía cuenta con una plaza para la Copa Mundial de Clubes de la FIFA 2025, que será para aquel equipo que, entre los campeones de las ediciones 2022, 2023 y 2024 de la Liga de Campeones de la OFC, haya obtenido más puntos en el ránking de OFC 2021-2024.
| Pos. | Equipo               | 2022 | 2023 | 2024 | Total | Clasificación                                 |
| ---- | -------------------- | ---- | ---- | ---- | ----- | --------------------------------------------- |
| 1    | Auckland City        | 24   | 20   | 22   | 66    | Clasificado como campeón (2022, 2023 y 2024). |
| 2    | Pirae                | -    | 14   | 17   | 31    |                                               |
| 3    | Rewa                 | 6    | -    | 14   | 20    |                                               |
| 4    | Vénus                | 18   | -    | -    | 18    |                                               |
| 5    | Suva                 | -    | 17   | -    | 17    |                                               |
| 6    | Ifira Blackbird      | -    | 11   | 6    | 17    |                                               |
| 7    | Magenta              | -    | -    | 13   | 13    |                                               |
| 8    | Central Coast        | 12   | -    | -    | 12    |                                               |
| 9    | Hienghène Sport      | 12   | -    | -    | 12    |                                               |
| 10   | Hekari United        | -    | 6    | 6    | 12    |                                               |
| 11   | Solomon Warriors     | -    | 6    | 3    | 9     |                                               |
| 12   | Au Bon Marche Galaxy | 7    | -    | -    | 7     |                                               |
| 13   | Tiga Sport           | -    | 6    | -    | 6     |                                               |
| 14   | Lae City             | 4    | -    | -    | 4     |                                               |
| 15   | Vaivase-Tai          | -    | -    | 3    | 3     |                                               |
| 16   | Lupe ole Soaga       | -    | 3    | -    | 3     |                                               |
| 17   | Nikao Sokattack      | 3    | -    | -    | 3     |                                               |

- Fuente: Footyrankings - Inside FIFA

### MLS- Estados Unidos
Inter de Miami - Campeón de la MLS Supporter's Shield.